# Culpabilização da vítima
Culpabilização da vítima (em inglês, victim blaming) é o ato de desvalorizar uma vítima de crime, considerando-a responsável pelo acontecido. Além disso, também pode ser definida como o ato de justificar uma desigualdade encontrando defeitos em suas vítimas. O termo foi cunhado pelo psicólogo William Ryan em seu livro Blaming the Victim, de 1971, que abordou a questão das minorias étnicas do Estados Unidos.
O estudo da vitimologia procura mitigar a percepção das vítimas como responsáveis. Há uma maior tendência em culpar as vítimas de estupro do que as vítimas de assalto nos casos em que vítimas e agressores conhecem um ao outro.

## História
O termo foi inicialmente apresentado no livro Blaming the Victim de Ryan como uma construção social relacionada à culpa dada pela classe média norte-americana aos pobres por sua própria pobreza. O termo tem sido usado notadamente em vítimas de estupro
Embora Ryan popularizou a expressão, o fenômeno de culpar a vítima está bem estabelecida na psicologia humana e na História; por exemplo, há uma abundância de exemplos no Antigo Testamento em que as tragédias e catástrofes são justificados e culpam as vítimas por suas faltas como pecadores.
Em 1947 Theodor W. Adorno definiu o que viria a ser chamado de "culpar a vítima", como "uma das características mais sinistras do caráter fascista".
Pouco tempo depois Adorno e outros três professores da Universidade da Califórnia em Berkeley formularam a influente e altamente debatida Escala F, ou escala de fascismo (F Scale), publicada no A personalidade autoritária (1950), que incluía, entre os traços fascista da escala "desprezo por tudo que é discriminado ou fraco." Uma expressão típica de culpabilização da vítima é o "pedir por isso", por exemplo, "Ela estava pedindo por isso", dito de uma vítima de violência ou agressão sexual. Este pensamento foi mais tarde aperfeiçoado e divulgado pelo canadense Bob Altemeyer em 1981.

## Opiniões contrárias
O criminologista Menachem Amir, aluno de Marvin Wolfgang, concluiu entre 1960 e 1968 uma análise polêmica sobre o crime de estupro listando fatores que colaborariam para o ato criminoso, aplicando então o conceito de "precipitação pela vítima". A análise identificou situações em que a vítima inicialmente consente no ato sexual se arrependendo em seguida ou ainda, não sendo capaz de resistir às investidas do agressor. Assim com Wolfgang, o consumo de álcool pela vítima era um dos principais fatores, potencializados pelo consumo também do agressor. Outros fatores seriam o comportamento sedutor da vítima, uso de roupas provocantes, linguajar insidioso, ter "má" reputação e estar no local e hora errados. Além desses fatores, algumas vítimas teriam a necessidade inconsciente de serem controladas por sexo violento.
O estudo recebeu fortes críticas por parte de acadêmicos, pesquisadores, feministas, defensores dos direitos das mulheres e vítimas, além de ativistas.

## Incidentes
No ano de 2011, uma garota de 11 anos de idade que sofreu estupro coletivo em Cleveland, no Texas, foi acusada pela defesa dos acusados de atrair os homens que a violentaram. O jornal New York Times publicou um artigo relatando de forma acrítica a maneira como muitos da comunidade culparam a vítima, o jornal pediu desculpas mais tarde.
Em um caso que atraiu cobertura mundial, quando uma jovem foi estuprada e morta na Índia, em dezembro de 2012, alguns funcionários do governo indiano e líderes políticos culparam a vítima por sua roupa e por estar fora de casa tarde da noite.

## Estatísticas

### Brasil
Em 27 de março de 2014, o órgão brasileiro Instituto de Pesquisa Econômica Aplicada (Ipea) realizou uma pesquisa que mostrou 42.7% de concordantes com a afirmação "Mulheres que usam roupas que mostram o corpo merecem ser atacadas" contra 24% de discordantes gerando manifestações públicas e nas redes sociais. Pouco depois, em 4 de abril de 2014, o órgão admitiu que o resultado foi um erro causado pela troca dos gráficos relativos aos percentuais das respostas às frases "Mulher que é agredida e continua com o parceiro gosta de apanhar" e "Mulheres que usam roupas que mostram o corpo merecem ser atacadas", a versão corrigida trouxe 13,2% de concordantes e 58,4% de discordantes da afirmação "Mulheres que usam roupas que mostram o corpo merecem ser atacadas".
Em uma pesquisa do instituto Datafolha encomendada pelo Fórum Brasileiro de Segurança Pública (FBSP), um em cada três brasileiros acredita que nos casos de estupro, a culpa é da mulher, segundo o levantamento, 33,3% da população brasileira acredita que a vítima é culpada.
Segundo pesquisa divulgada pelo IPEA em 2014, a maioria dos brasileiros acredita que o estupro é culpa da mulher.